# Агстафа
Агстафа (азерб. Ağstafa) — місто в Азербайджані, адміністративний центр Агстафинського району. Місто розташовано в долині Кури, приблизно в 460 км на захід від Баку. Статус міста отримала у 1941 році.
У місті є текстильна фабрика та виноробні підприємства. Залізнична станція.
Неподалік від міста розташовано декілька курганів, які відносяться до мідної, бронзової та залізної доби.

## Міста-партнери
- Худжант, Таджикистан

## Відомі люди
В місті народились:
- Абдуллаєв Ільяс Керім огли (1913–1985) — радянський азербайджанський державний і науковий діяч.